# Straußwirtschaft

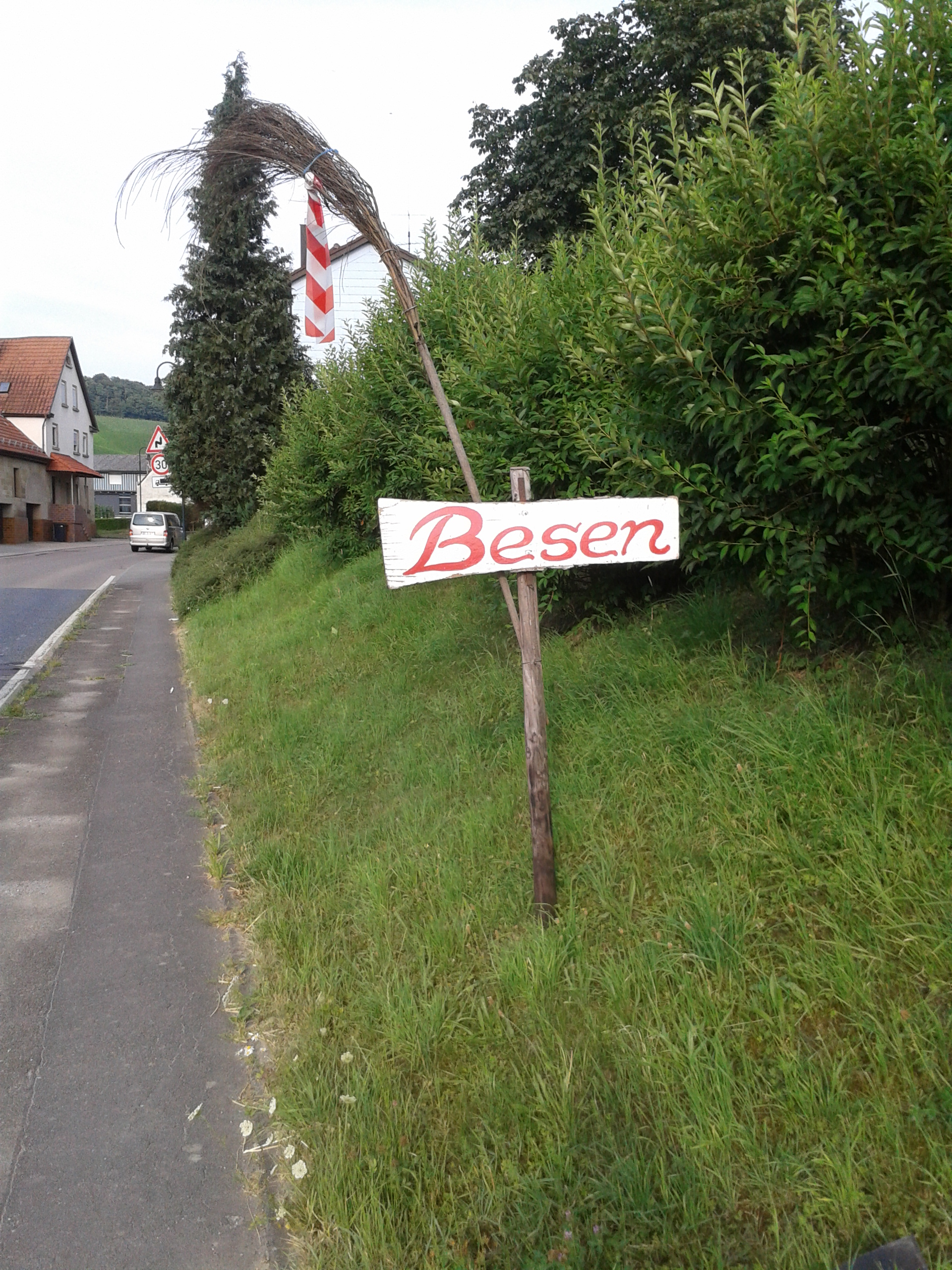
Aufgestellter Besen als Zeichen, dass die Besenwirtschaft geöffnet ist.

Eine Straußwirtschaft ist ein von Winzern und Weinbauern saisonal oder tageweise geöffneter Gastbetrieb, in dem die Erzeuger zu bestimmten Zeiten ihren selbsterzeugten Wein direkt vermarkten. In Straußwirtschaften werden oft auch kleinere, zum Wein passende Tellergerichte gereicht.
Eine geöffnete Straußwirtschaft ist an einem ausgesteckten Zweig, Besen, Kranz oder einem ähnlichen zeichenartig aufgestellten Utensil zu erkennen. Darauf bezieht sich auch die österreichische Bezeichnung „ausg’steckt“ für die Öffnungszeiten des Gastbetriebs.
Regional sind folgende Bezeichnungen für diese Gastronomieform verbreitet: Insbesondere in Süddeutschland ist der Begriff Straußwirtschaft verbreitet, im Rheinland oder auch in Rheinhessen gibt es die Straußenwirtschaft und im Gebiet Saale-Unstrut die Bezeichnungen Besenwirtschaft, Besenschänke oder kurz Besen (in Württemberg). Kranzwirtschaft ist typisch für die Region Baden, Rädle und Rädlewirtschaft hört man in der Bodenseeregion. Heckenwirtschaft, Häckerwirtschaft oder Maienwirtschaft ist wiederum in Franken weit verbreitet. In Österreich und Südtirol werden für ähnliche Gastronomieformen die Begriffe Buschenschank, Heurigen, Buschenschenke sowie Leutgebschank, in der Schweiz die Begriffe Besenwirtschaft, Besenbeiz oder auch Buschenschenke verwendet.

## Definition
Eine Straußwirtschaft ist grundsätzlich mit dem Ausschank von selbst erzeugtem Wein durch einen Winzer in dessen Räumen oder Weinkeller verbunden. Die Straußwirtschaft fällt nicht unter den Begriff des Gewerbes und ist daher erlaubnis- und abgabenfrei. Die Erlaubnisfreiheit liegt jedoch nur vor, wenn bestimmte Voraussetzungen erfüllt sind, die in den Bundesländern teilweise unterschiedlich geregelt sind, aber in wesentlichen Punkten übereinstimmen (siehe dazu Abschnitt Rechtsgrundlagen).
Die Räumlichkeiten für eine Straußwirtschaft weisen unterschiedlichen Charakter auf. Neben gaststättenähnlich eingerichteten Räumen findet sich zum Beispiel auch eine Scheune, die mit einfachen Sitzbänken provisorisch umgebaut wurde. In früheren Jahrzehnten sollen die Winzer auch zum Teil ihre Wohnung oder den Viehstall für diesen Zweck ausgeräumt haben.

## Entstehung
Als historisches Vorbild für die Straußwirtschaft wird meist der Erlass Capitulare de villis vel curtis imperii Karls des Großen aus dem Jahr 812 zitiert. In diesem wurde angeblich den Winzern der Betrieb von „Kranzwirtschaften“ erlaubt, die durch einen ausgehängten Kranz aus Reben oder Efeu kenntlich gemacht wurden. Die Landgüterverordnung Capitulare de villis vel curtis imperii enthält jedoch keine Hinweise auf Straußwirtschaften. Die Übersetzung der Coronas de racemis mit ‚Kränzen aus Trauben‘ ist unzutreffend. Vielmehr handelt es sich um „Büglinge“. Das sind die Triebe einer Rebe, die, wenn sie lang genug sind, nach unten gebogen und am Stamm festgebunden werden.
Historisch gab es vergleichbare Rechte auch für Bierbrauer. So durften in München bis 1799 im Sommer nach dem Georgstag am 23. April jeweils nur zwei Brauer das vorher gebraute, zum Schutz vor Verderben stärker gehopfte Sommerbier ausschenken. Das Recht wechselte alle drei bis fünf Tage und der berechtigte Ausschank wurde mit einem grünen Kranz markiert.

## Speisenangebot
Die typischen, in Straußwirtschaften angebotenen Gerichte sind in der Regel einfach und beinhalten u. a.:
- Schlachtplatte (Blutwurst/Leberwurst und Sauerkraut)
- Spundekäs (in Rheinhessen und im Rheingau)
- Bibbeliskäs (in Baden)
- Weck, Worscht un Woi (in Rheinhessen, Rheingau und der Pfalz)
- Pfälzer Saumagen (in der Pfalz)
- Maultaschen mit Kartoffelsalat (in Württemberg)
- Kesselfleisch (in Württemberg)
- Saitenwürstle mit Senf und Kartoffelsalat (in Württemberg)
- Wurst-/Käseplatte (Winzerteller)
- Wurstsalat
- Zwiebelkuchen
- Flammkuchen
- Bratwurst und Kraut
- Blaue Zipfel (in Franken)
- angemachter Camembert (in Franken)
- Kochkäse (in Franken)

Aufwändige Gerichte sind nicht erlaubt.

## Rechtsgrundlagen
Das Gaststättengesetz des Bundes sieht in § 14 GastG vor, dass die Länder per Rechtsverordnung genaue Regelungen für die Erlaubnisfreiheit von Straußwirtschaften erlassen können; § 14 GastG schreibt weiterhin vor, dass hierfür ein zeitlicher Rahmen von vier Monaten zur Verfügung steht, wobei die Möglichkeit besteht, diese vier Monate auf zwei nicht zusammenhängende Zeiträume aufzuteilen.
Im Zuge der Föderalismusreform 2006 wurde den Bundesländern die ausschließliche Gesetzgebungskompetenz für das Gaststättenrecht übertragen. Das geltende Gaststättengesetz des Bundes behält seine Gültigkeit, soweit die Länder nicht durch Erlass eigener Gaststättengesetze von ihren Kompetenzen Gebrauch machen. Bisher haben die Bundesländer Baden-Württemberg, Brandenburg, Bremen, Sachsen und Thüringen eigene Gaststättengesetze als Landesrecht erlassen. Alle anderen Länder regeln wie bereits zuvor den Vollzug und die spezielle Umsetzung des Gaststättengesetzes durch eigene Gaststättenverordnungen. Insofern kann es zu landesspezifischen Abweichungen in den Regelungen kommen.
Für den Bereich der Straußwirtschaften haben die Bundesländer mit Weinanbaugebieten i. d. R. Regelungen in ihren Gaststätten-Verordnungen erlassen, die übrigen Landesrechte kennen Regelungen für Straußwirtschaften nicht. Die Regelungen in den einzelnen Bundesländern sind zwar tendenziell ähnlich, im Detail bestehen aber Unterschiede.
Allen Landesverordnungen gemeinsam ist die Feststellung der Erlaubnisfreiheit einer Straußwirtschaft für den geltenden Zeitrahmen. Allerdings muss der Zeitraum des Ausschankes vom Betreiber im Voraus dem jeweils zuständigen Gewerbeamt angezeigt werden. Die Straußwirtschaft darf u. a. nicht mit einer anderen Schank- oder Speisewirtschaft oder einem Beherbergungsbetrieb verbunden sein. Der Ausschank muss am Ort der Erzeugung erfolgen, ein Anmieten von Räumlichkeiten zum Ausschank ist regelmäßig unzulässig. Es dürfen nur kalte und einfache warme Speisen angeboten werden.
In den Bundesländern unterschiedlich geregelt sind insbesondere die Aufteilung des zur Verfügung stehenden Zeitrahmens auf zwei zusammenhängende Zeiträume (z. B. ist im Saarland die Aufteilung gem. § 13 Abs. 1 Gaststättenverordnung nicht zulässig), der konkrete Ort der Straußwirtschaft (z. B. ist in Hessen nach § 4 Abs. 1 Verordnung über Zuständigkeiten nach der Gewerbeordnung und dem Gaststättengesetz sowie über den Betrieb von Straußwirtschaften auch der Ausschank am Wohnsitz des Inhabers des Weinbaubetriebs zulässig) sowie eine Begrenzung der Sitzplatzzahlen der Straußwirtschaft; regelmäßig besteht eine Beschränkung auf 40 Sitzplätze, nicht jedoch in Sachsen-Anhalt und Rheinland-Pfalz, deren Gaststättenverordnungen diese Beschränkung nicht kennen.
Im Übrigen gelten für Straußwirtschaften die Bestimmungen des Gaststättengesetzes des Bundes, wenn es keine speziellen Regelungen in den jeweiligen Landes-Gaststättengesetzen gibt.

## Regionale Bezeichnungen

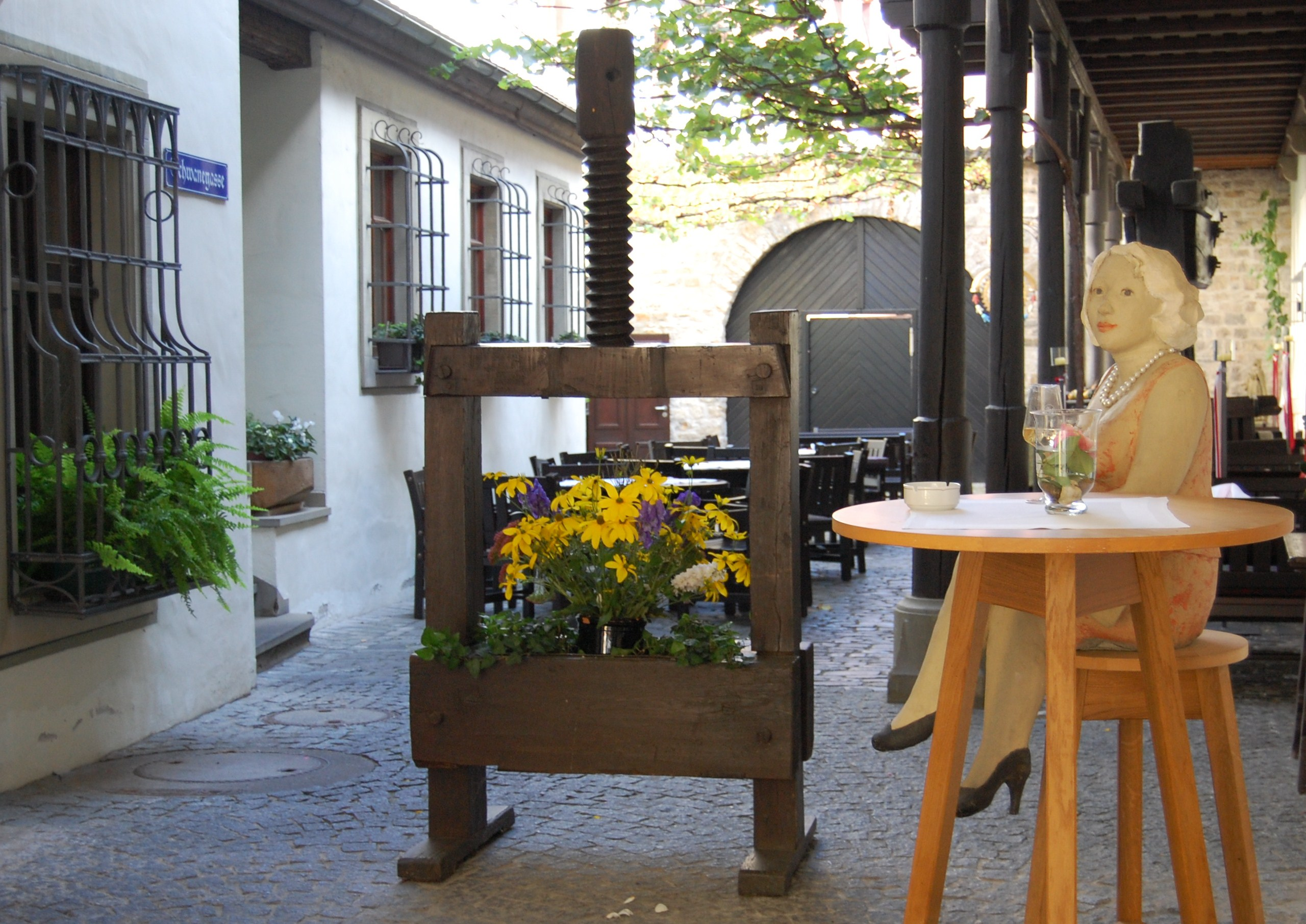
Fränkische Heckenwirtschaft

Straußwirtschaften findet man in fast allen Weinbaugebieten Deutschlands, sie werden jedoch v. a. an der Ahr, in Baden, im Rheingau, in Rheinhessen, in der Saale-Unstrut-Region, in Sachsen und der Pfalz, an Mosel, Saar, Ruwer und an der Nahe so bezeichnet. Der Name kommt vom am Eingang angebrachten, z. T. mit bunten Bändern behängten, Strauß, der signalisiert, dass der Gastbetrieb geöffnet hat.
In Württemberg nennen sich derartige Einrichtungen Besen oder schwäbisch Besa. Der Name Besen leitet sich vom Reisigbesen an der Tür ab, mit dem der Besen anzeigt, dass er geöffnet ist. Häufig wird als zusätzliches Signal eine meist rote Glühlampe verwendet. Besen sind vor allem in den Großräumen Stuttgart und Heilbronn verbreitet.
Auch gebräuchlich ist der Name Rädle bzw. Rädlewirtschaft, vor allem in der Bodenseeregion. Besen mit Mostausschank heißen im Schwäbischen Mostbesen.
In Franken werden derartige Gaststätten als Häckerwirtschaft (von Häcker = fränkisch für Winzer) oder Heckenwirtschaft (bzw. kurz Häcke/Hecke) bezeichnet.
Eine ähnliche Tradition gibt es auch mit Bier, den Zoigl.

## Ähnliche Wirtschaften

### Österreich
In Österreich existieren ähnliche Formen einer solchen Wirtschaft mit der „Buschenschank“ bzw. mit dem Heurigen (vom „heurigen“ Wein abgeleitet, der gesetzlich nur bis zu einem bestimmten Alter als Heuriger ausgeschenkt werden darf). Während in der Buschenschank – geregelt in § 111 der österreichischen Gewerbeordnung und in den Buschenschankgesetzen als Landesgesetze der Bundesländer – die alkoholischen Getränke aus dem eigenen Betrieb sowie kalte Speisen angeboten werden dürfen, bedarf es für die Erweiterung um warme Speisen (für ein Heurigenbuffett) einer Gewerbeberechtigung für einen Gastgewerbebetrieb.
Der Name „Buschenschank“ leitet sich dabei von einer Stange ab, an die vor dem Eingang ein grüner Buschen oder Reisigbesen gesteckt wird. In Wien zum Beispiel hat dieses „Buschenschankzeichen […] aus einem Föhren-, Tannen- oder Fichtenbuschen zu bestehen.“ (§ 6 Abs. 2 Wiener Buschenschankgesetz). In Teilen von Niederösterreich ist das Buschenschankzeichen ein geflochtener Strohkranz.

### Schweiz
Diese besondere Form von „Ausschankflächen und Gastwirtschaften“ als Nebenerwerb landwirtschaftlicher Betriebe ist in der Schweiz in den jeweiligen kantonalen Gastgewerbegesetzen geregelt und heißt je nach Region auch „Besenbeiz“, „Besenwirtschaft“ oder „Buschenschenke“.